# Poročnik bojne ladje (Bundesmarine)
Poročnik bojne ladje (nemško Kapitänleutnant; okrajšava: KptLt; kratica: KL) je častniški čin v Bundesmarine (v sklopu Bundeswehra). Čin je enakovreden činu stotnika (Heer in Luftwaffe) in specialističnima činoma štabnega zdravnika (vojaška medicina) ter štabnega lekarnarja (vojaška farmacija).
Nadrejen je činu nadporočnika in podrejen činu štabnega poročnika bojne ladje. V sklopu Natovega STANAG 2116 spada v razred OF-2, medtem ko v zveznem plačilnem sistemu sodi v razred A11-12.
V skladu z zakonodajo je častnik povišan v čin poročnika bojne ladje po petih letih službe kot poročnik.

## Oznaka čina
Oznaka čina, ki je sestavljena iz dveh debelejših zlatih črt, ene vmesne ožje zlate črte in ene zlate zvezde, je v dveh oblikah: narokavna oznaka (na spodnjem delu rokava) in naramenska (epoletna) oznaka.
Galerija
- Narokavna oznaka
- Naramenska (epoletna) oznaka